# Referendum confermativo a San Marino del 1999
Il Referendum confermativo sammarinese del 1999 è stato un referendum di tipo confermativo svoltosi a San Marino il 12 settembre 1999.
Il referendum proponeva l'entrata in vigore della legge del 16 giugno 1999 n.66 "Legge sulla cittadinanza" approvata dal Consiglio Grande e Generale il 16 giugno 1999.
Il quesito era:

## Affluenza alle urne
|                     | TOTALE | PERCENTUALE % | PERCENTUALE %         |
| ------------------- | ------ | ------------- | --------------------- |
| Iscritti alle liste | 30.194 | 100,00%       | SUL TOTALE ELETTORI   |
| Votanti             | 16.963 | 56,18%        | SUL TOTALE ELETTORI   |
| Voti validi         | 16.399 | 96,68%        | SUL NUMERO DI VOTANTI |
| Schede bianche      | 376    | 2,22%         | SUL NUMERO DI VOTANTI |
| Voti nulli          | 188    | 1,11%         | SUL NUMERO DI VOTANTI |
| Astenuti            | 16.036 | 53,57%        | SUL TOTALE ELETTORI   |

## Risultati
| RISPOSTA           |    | Voti   | %      |
| ------------------ | -- | ------ | ------ |
| SÌ                 | Si | 9.327  | 56,88% |
| NO                 | No | 7.072  | 43,12% |
| BIANCHE E NULLE    |    | 564    | 3,33%  |
| TOTALE VOTI VALIDI |    | 16.963 | 100%   |

| Sì 9327 (56,88%) |  |  | No 7072 (43,12%) |
| ▲                |  |  |                  |

### Risultati per castello
| RISULTATI PER CASTELLO | SÌ     | NO     | AFFLUENZA |
| Città di San Marino    | 52,11% | 47,89% | 53,60%    |
| Acquaviva              | 63,24% | 36,76% | 48,49%    |
| Borgo Maggiore         | 51,47% | 48,53% | 57,65%    |
| Chiesanuova            | 63%    | 37%    | 39,10%    |
| Domagnano              | 57,14% | 42,86% | 65,01%    |
| Faetano                | 60,21% | 39,79% | 44,23%    |
| Fiorentino             | 54,58% | 45,42% | 53,05%    |
| Montegiardino          | 66,31% | 33,69% | 40,28%    |
| Serravalle             | 59,97% | 40,03% | 64,03%    |
| San Marino             | 56,88% | 43,12% | 56,18%    |